# Nico Jacomet
Nico Jacomet (* 11. November 1990 in Kilchberg) ist ein Schweizer Schauspieler und Regisseur.

## Leben
Nico Jacomet wurde am 11. November 1990 in Kilchberg, Kanton Zürich, geboren. Das Theater und die Schauspielerei sollen schon seit jüngsten Jahren seine grösste Leidenschaft gewesen sein, so dass er von klein auf bereits häufig auf der Bühne stand. Bei einem Schauspielkurs in der  Schauspiel- und Musicalschule StageArt lernte er den Regisseur und Schauspieler Peter Niklaus Steiner kennen. Bei ihm konnte Jacomet in den folgenden Jahren in Eigen- und Freilichtproduktionen des Turbine Theaters wie etwa „Die Frau des Bäckers“ oder „Romeo und Julia“ mitwirken.
Im Jahr 2007 war Jacomet Mitbegründer des Theater NI&CO, welches seither jährlich eine neue Theaterproduktion herausbringt. Dafür schreibt und dramatisiert er von Beginn an Texte, führt Regie und ist zugleich als Schauspieler involviert.
Von 2012 bis 2015 absolvierte Nico Jacomet die Schauspiel- und Musicalschule StageArt in Adliswil unter der Leitung von Patrick Biagioli. Seine Dozenten waren unter anderem Christian J. Käser, Franca Basoli, Oliver Kühn, Colette Studer und Peter Niklaus Steiner. Mit seiner Abschlussarbeit, der Inszenierung des Stücks „Der Vorname“, erlangte er im Juni 2015 das Schauspieldiplom. Zusätzlich nahm er parallel Gesangsunterricht bei der Musicaldarstellerin Claudia Kübler.
Seit 2014 wirkte er bereits viermal bei der urbaslerischen Vorfasnachts-Veranstaltung „Glaibasler Charivari“ unter der Leitung des Tattoo-Produzenten Eric Julliard und Regisseurin Colette Studer mit. Ebenfalls trat er unter deren Leitung beim Christmas Tattoo 2014 auf.
2016 inszenierte Jacomet an der Aemtler-Bühne das Stück „Yvonne die Burgunderprinzessin“. Seit 2018 war er wiederholt Regieassistent von Erich Vock am Bernhard-Theater, etwa bei „8 Frauen“, „Pippi Langstrumpf“ und der Neuinszenierung von „Die kleine Niederdorfoper“. Unter Vocks Regie stand er mehrfach auf der Bühne, zuletzt in Otfried Preußlers „Hotzenplotz 3“.
Im Turbine Theater spielte er nach Abschluss seines Studiums in zahlreichen Produktionen, wie in der Komödie „Ingeborg“ von Curt Goetz, Boccaccios „Decamerone“ und in „Das Lied der Mordnacht“.
2019 gründete er gemeinsam mit Produzentin Ramona Fattini die Freilichtporduktionen für das „Theater im Märliwald“, welches unter Jacomets künstlerischer Leitung seither jährlich eine Familienproduktion herausbringt. Im Sommer 2022 zeigten sie „Heidi“ nach den beiden Romanen von Johanna Spyri, im Folgejahr die zeitgemässe Neufassung von „Hänsel & Gretel“, zuletzt 2024 eine Adaption von „Aschenputtel“ unter der Regie von Tanja Hoppler. Seit 2023 spielt Jacomet regelmässig in Produktionen der Shake Company mit („Im Weissen Rössl“ R: Martin Schurr, „D'Schatzinsle“ R: Evelina Stampa, „Monsieur Claude und seine Töchter“ R: Rolf Sommer).
Im Sommer 2024 inszenierte Nico Jacomet für das turbine theater den grossen Freilicht-Klassiker „Jedermann“ von Hugo von Hofmannsthal und schrieb die Neufassung des Grimm-Märchens „Aschenputtel“ für das Theater im Märliwald.
Zuletzt stand er 2025 für die Shake Company auf der Bühne in Peter Pan Goes Wrong, Regie führte Dominik Flaschka.

## Theater (Regie, Auswahl)
- 2025: S'tapfere Schniiderli, Theater im Märliwald, Theater NI&CO, Regie: Nico Jacomet
- 2025: Ein Käfig voller Narren, Spielleute von Seldwyla, Regie: Nico Jacomet & Tanja Hoppler
- 2024: Jedermann von Hugo von Hofmannsthal, Turbine Theater, Regie: Nico Jacomet
- 2023: Hänsel & Gretel, Theater im Märliwald, Theater NI&CO, Regie: Nico Jacomet
- 2022: Heidi, Theater im Märliwald, Theater NI&CO, Regie: Nico Jacomet.
- 2021: D'Bremer Stadtmusikante, Theater NI&CO, Regie: Nico Jacomet.
- 2020: De gstifleti Kater, Theater NI&CO, Regie: Nico Jacomet.
- 2019: Em Kaiser sini neue Chleider, Turbine Theater, Regie: Nico Jacomet
- 2017: Sherlock Holmes, Theater NI&CO, Regie: Nico Jacomet und Tanja Hoppler
- 2016: Yvonne die Burgunderprinzessin, Aemtler Bühne, Regie: Nico Jacomet
- 2016: Mini Frau – Dä Chef, Theater NI&CO, Regie: Nico Jacomet und Tanja Hoppler
- 2015: Der Vorname, Turbine Theater, Regie: Nico Jacomet
- 2015: Lichtscheu, Theater NI&CO, Regie: Nico Jacomet und Tanja Hoppler
- 2014: Ausser Betrieb, Theater NI&CO, Regie: Nico Jacomet und Tanja Hoppler
- 2013: Erstens kommt es anders, Turbine Theater, Regie: Merete Amstrup und Peter Niklaus Steiner
- 2013: Die Mausefalle, Theater NI&CO, Regie: Nico Jacomet und Tanja Hoppler
- 2012: Hinz, Hinz und Kunz, Theater NI&CO, Regie: Nico Jacomet und Tanja Hoppler
- 2011: Min Fründ Hanspi, Theater NI&CO, Regie: Nico Jacomet
- 2010: Bei Anruf Oktokoff, Theater NI&CO, Regie: Nico Jacomet
- 2009: Dinner for One – wie alles begann, Theater NI&CO, Regie: Nico Jacomet

## Theater (Schauspiel, Auswahl)
- 2025: Peter Pan Goes Wrong von Henry Lewis, Jonathan Sayer und Henry Shields, Shake Company, Regie: Dominik Flaschka
- 2024: Jedermann nach Hugo von Hofmannsthal, Regie: Nico Jacomet
- 2023: Monsieur Claude und seine Töchter nach dem Film von Philippe de Chauveron, Shake Company, Regie: Rolf Sommer
- 2023: D'Schatzinsle nach Robert Louis Stevenson, Shake Company, Regie: Evelina Stampa
- 2023: Im Weissen Rössl von Ralph Bernatzky, Shake Company, Regie: Martin Schurr
- 2023: Einen Jux will er sich machen von Johann Nestroy, Turbine Theater, Regie: Peter Niklaus Steiner
- 2022/23: Kunst von Yasmina Reza, Kaiserbühne Kaiserstuhl und Turbine Theater, Regie: Peter Niklaus Steiner
- 2021: Das Lied der Mordnacht, Turbine Theater, Regie: Peter Niklaus Steiner
- 2020: Hotzenplotz 3, Theater am Hechtplatz, Regie: Erich Vock
- 2020: Liebeslust und Schabernack – Possen von Giovanni Boccaccio, Turbine Theater, Regie: Peter Niklaus Steiner
- 2019: Die kleine Niederdorfoper, Bernhardtheater, Regie: Erich Vock
- 2019: Pippi Langstrumpf, Theater am Hechtplatz, Regie: Erich Vock
- 2019: Ingeborg, Turbine Theater, Regie: Peter N. Steiner
- 2018: 8 Frauen, Bernhard Theater, Regieassistenz, Regie: Erich Vock
- 2018: De Froschkönig, Theater am Hechtplatz, Regie: Erich Vock
- 2015–2019: Glaibasler Charivari, Volkshaus Basel, Regie: Colette Studer
- 2014: Drei Männer im Schnee, Turbine Theater, Regie: Stefano Mengarelli
- 2013: Romeo und Julia, Turbine Theater, Regie: Kamil Krejĉi
- 2012: Die Frau des Bäckers, Turbine Theater, Peter Niklaus Steiner und Michèle Hirsin

## Theater (Text, Auswahl)
- 2024: Jedermann (Spielfassung nach Hugo von Hofmannsthal), turbine theater
- 2024: Aschenputtel, Theater im Märliwald, Theater NI&CO
- 2023: Hänsel & Gretel, Theater im Märliwald, Theater NI&CO
- 2022: Heidi, Theater im Märliwald, Theater NI&CO
- 2021: D'Bremer Stadtmusikante, Theater im Märliwald, Theater NI&CO
- 2020: D'Gstifleti Kater, Theater im Märliwald, Theater NI&CO
- 2019: Em Kaiser Sini neue Chleider, Theater im Märliwald, Theater NI&CO